# Jambu
Jambu és un canal marítim que separa terra ferma de False Point a la badia de Bengala, un port natural destacat al districte de Kendrapada, a Orissa, Índia. És com un riu ample i la navegació és perillosa i només possible fins a Deulpara a uns 25 km de la boca. Les terres del canal eren propietat del maharajà de Bardwan que en va cedir una part a la [Companyia Britànica de les Índies Orientals] per la construcció d'un far.